# رنوآر (فیلم)
رنوآر (انگلیسی: Renoir) فیلمی در ژانر زندگینامه‌ای و درام است که در سال ۲۰۱۲ منتشر شد. از بازیگران آن می‌توان به میشل بوکه اشاره کرد.